# Empire Earth
Empire Earth, ofte forkortet til EE, er et real-time strategy-spil, som blev udgivet til Windows i Danmark den 23. november 2001. Det er det første af i alt 3 spil i Empire Earth-serien. 

## Hvordan spillet spilles
Epokerne i Empire Earth er forhistorisk alder, stenalder, kobberalder, bronzealder, mørkealder, middelalder, renæssance, kejseralder, industrialder, 1. verdenskrigs atomalder, anden verdenskrigs atomalder, atomernes moderne tidsalder, digitalalderen og en fantasi-alder, Nanoalder (år 2100-2200 e.Kr.). En ekstra epoke, rumalderen, er tilgængelig i Empire Earth: The Art of Conquest.